# 愛欲の白い肌
『愛欲の白い肌』（原題：D'Annunzio、国際的なタイトル1：D'Annunzio and I、国際的なタイトル2：Love Sin）は、セルジオ・ナスカが監督を務めた1987年のイタリアの伝記映画。
19世紀後半のフランスやイタリアで発展したデカダン派に焦点を当てた作品である。

## あらすじ
アブルッツォ州の田舎町、海辺の町ペスカーラの出身の、著名な詩人であるガブリエーレ・ダンヌンツィオは、耽美的な詩ですでに有名であったが、ローマでジャーナリストとしても活躍していた。そこでダンヌンツィオは、純粋に芸術の世界や上流社会の中で生活し、世俗的な快楽の中で日々を過ごすようになる。彼は民主主義を嫌い、大衆文化をさらに嫌い、宮廷の裕福な女性たちに情熱と快楽を見い出す。しかし、そのような生活も「バルバラ」の愛称で親しまれるエルヴィラ・フラテルナリ・レオーニ夫人と出会ったことで一変する。この恋愛が、ダンヌンツィオの中に、デカダン派の影響を受けた最初の大作『快楽の子』（Il Piacere、1889年）を書くためのインスピレーションを与えるのであった。

## 背景
1891年から1897年にかけてローマに滞在していたエミール・フックスは、エルヴィラ・フラテルナリと関係を持ち、この関係がプロットの元の一つとなった。

## キャスト
- ガブリエーレ・ダンヌンツィオ - ロバート・パウエル（英語版）
- エルヴィラ・フラテルナリ・レオーニ - ステファニア・サンドレッリ

“バルバラ”と呼ばれている貴婦人
- Michetti - Laurent Terzieff
- Clo Albrini - Florence Guérin
- Maria Cruyllas di Gravina - Sonia Petrovna
- Maria di Gallese - テレサ・アン・サヴォイ（英語版）
- Olga Ossani - Fiorenza Marchegiani
- Ercole Leoni - Paolo Bonacelli
- Edoardo Scarfoglio - Roberto Alpi
- De Bosis - Cesare Barbetti
- Viola - Eva Grimaldi

## 公開
本作は、1987年2月3日にイタリアで公開された。